# يحيى أبو زكري
يحيى أبو زكري (ت. 1204)، ويُدعى أيضًا زوتا أو سار شالوم بن موسى (بالعبرية)، كان آخر الجيونيم المصريين. وقد شغل منصبًا مثيرًا للجدل في الفسطاط باعتباره ناجدًا للجالية المصرية من عام 1170 إلى 1171 ومرة أخرى من حوالي عام 1173 إلى 1195، وخلال هذه الفترة طرده موسى بن ميمون عدة مرات بسبب تحصيل الضرائب.

## السيرة
ولد في مصر، وكان والده موسى يطلق على نفسه اسم جاون وكان عضوًا في عائلة السادسة. كان يعمل دبلوماسيًا وربما طبيبًا للبلاط الفاطمي، حيث نشأت بينه وبينهم علاقة وثيقة. وفي سنة 1170م، خلف شقيقه نثنائيل بن موسى هاليفي في منصب ناغيد. وبعد انهيار الخلافة الفاطمية، عزله الأيوبيون عن منصبه عندما وصلوا إلى السلطة في عام 1171. وقد حل محله موسى بن ميمون الذي كانت له علاقة وثيقة مع الأسرة الأيوبية، وكان يعمل طبيبًا لبلاطهم. ومع ذلك، بعد عامين فقط، في عام 1173، استعاد أبو يحيى زكري منصبه واحتفظ به حتى عام 1195 على الأقل. وتعتبر فترة حكمه مثيرة للجدل إلى حد كبير وسياسية، كما ورد في مذكرة زوتا، المكتوبة في عام 1197. يروي العمل وينتقد ولاية سار شالوم، ويحتفل بإعادة تعيين موسى بن ميمون في منصب ناجيد في عام 1195. يتهم المؤلف إبراهيم بار هليل أبا يحيى ووالده بالحصول على زعامة اليهود بوسائل فاسدة، بما في ذلك كسب ود الحكومة من خلال فرض الضرائب عبر الزعماء المحليين والإبلاغ عن زملائه اليهود. بالإضافة إلى ذلك، يصف المؤلف أبا يحيى (الذي يسميه زوتا بمعنى "الصغير") بأنه جاهل مستبد أعمى بصيرته بسبب نسبه الأرستقراطي.
الرسائل والوثائق التي تم العثور عليها في جنيزة الفسطاط تقدم تفاصيل إضافية حول كيفية محاولة أبي يحيى تعيين حكام لجباية الضرائب في المحلة، والإسكندرية، وبلبيس. كما يؤكد موسى بن ميمون هذه الاتهامات في تفسيره على بيركي أفوت [الإنجليزية] 6:4 (لا يوجد تعليق من ابن ميمون على الفصل 6) حيث، استجابةً لهذه الأحداث، قام بإدراج فقرة تحظر جمع الضرائب من القادة الدينيين. العديد من الحكام المحليين في مصر قاوموا جهود أبي يحيى لإجبارهم على جباية الضرائب، ومن عام 1169 إلى 1170، حظرت الجالية اليهودية في الإسكندرية أي شخص يعترف بسلطة أبي يحيى وقامت بطرده بشكل رسمي. ومع ذلك، قام موسى بن ميمون بإلغاء الحظر خوفًا من أن يؤدي إلى مزيد من الانقسامات في المجتمع. كما كان في هذه الفترة التي سعى فيها العديد من اليهود المؤثرين إلى إقناع الأيوبيين بالتخلص من أبي يحيى. بعد أن رفض الحاكم اليهودي للمحلة، فرحيا بن يوسف، مساعدة أبي يحيى في جباية الضرائب، هدد أبو يحيى بتعيين حاكم خاص به. ومع ذلك، هدد مؤيدو فرحيا بطرد أي شخص يعترف أو يتعاون مع المعين من قبل أبي يحيى. ردًا على ذلك، أصدر موسى بن ميمون فتوى بأن الطرد كان ملزمًا لأولئك الذين قبلوه. وهذا منع أبا يحيى من استبدال فرحيا.
في عام 1187، هدد موسى بن ميمون بطرد أي شخص يعرف أبا يحيى أو يتعامل معهم. كما أدى الحظر إلى حرمان أي شخص منح سلطة إجراء الزواج والطلاق للحاخامات الذين لم يكونوا خبراء في قانون الزواج والطلاق، (ضربة مباشرة ضد أبي يحيى). وبما أن الناجد كان يمتلك السلطة الحصرية في تعيين القضاة، فإن الحظر كان يمثل الرفض العام لسلطة أبي يحيى. وقد كرر موسى بن ميمون هذا الحكم عندما تولى منصب الناجد في عام 1195. بعد وفاة كل من أبي يحيى وموسى بن ميمون في عام 1204، عُين ابن موسى بن ميمون، إبراهيم موسى بن ميمون، ناجدًا في عام 1205، مما دفع أفراد عائلة أبي يحيى إلى محاولة تقويض سلطته من خلال الادعاء زورًا بأنه حاول أسلمة طقوس الكنيس.